# 회색나무타기쥐
회색나무타기쥐(Dendromus melanotis)는 붉은숲쥐과에 속하는 설치류의 일종이다. 앙골라와 베넹, 보츠와나, 콩고민주공화국, 에티오피아, 기니, 라이베리아, 말라위, 모잠비크, 나미비아, 남아프리카공화국, 에스와티니, 탄자니아, 우간다, 잠비아 그리고 짐바브웨에서 발견된다. 자연 서식지는 건조 사바나 지역과 지중해성 관목 식생 지대 그라고 아열대 또는 열대 기후 지역의 건조한 저지대 초원과 온대 사막 지역이다.